# Mecogonopodium zirianum
Mecogonopodium zirianum är en mångfotingart som beskrevs av Mrsic 1987. Mecogonopodium zirianum ingår i släktet Mecogonopodium och familjen Attemsiidae. Inga underarter finns listade i Catalogue of Life.